# Hausbrunn
Hausbrunn je městys v okrese Mistelbach v Dolních Rakousích. Žije zde 857 obyvatel.

## Geografie
Hausbrunn leží v severovýchodní části Weinviertelu (vinné čtvrti) v Dolních Rakousích, asi 6 km západně od Hohenau an der March. Plocha území obce činí 16,17 kilometrů čtverečních a 14,05 % plochy je zalesněno.
Obec nemá žádné další katastrální území.

## Historie
První písemná zmínka o Hausbrunnu, tehdy ještě jako „Hugesprunne" pochází z „Necrologia Germaniae" v klášteře Klosterneuburgu a je datována rokem 1195. Téměř po 150 letech bylo v listině č. 486 pasovského kláštera z roku 1341 zaznamenáno místo s názvem „Hawsprun".

### Nejstarší záznamy
Dne 4. června 1367 prodal Ortolf von Wolchenstorf Davidu Streuzzovi, Židovi z Vídně, synovi Hennleina z Klosterneuburgu, statky Poystorff, Alten Liechtenwart, „Hausprunne" a „Ringleinstorff“. Prodal také Hausbrunn, který patrně ani nevlastnil.
Dne 20. prosince 1378 koupil Jan I. z Lichtenštejna, Mikulova a Valtic († 1397), hofmistr vévody Albrechta III. Rakouského a nejvyšší stolník rakouský (1349/50-1395) od Ulricha von Zistersdorf liechtensteinské léno k Hausbrunnu za 30 liber vídeňských feniků.
Jan I. z Lichtenštejna koupil roku 1384 od bratrů Johanna a Alberta, „Volkesstorffern“, jejich čtvrtinu na pevnosti a tržišti Mistelbach a na statky „Rotenlaim“, „Wukkendorf“, Hausbrunn, Liechtenwart, Hadersdorf, „Rankenleiten“ a „Hirschenau“ za 700 liber vídeňských feniků.
Dne 17. ledna 1394 směnil týž Jan I. z Lichtenštejna od Johanna von Maissau různé majetky ležící u Hohenau, Hausbrunn, „Rotenlaim“ a „Chundorf“ (Wüstung), za majetky v Chundorfu, faru Ranoldsbach (Ravelsbach).
Kupní smlouvu na léno v Dobermannsdorf, Hausbrunn, Ringelsdorf a Neulichtenwarth (St Ulrich) sepsal dne 13. října 1404 Friedrich Frauenschühel na svého bratrance Niklase von Zistersdorf.
Dne 2. června 1423 dal Wilhelm Toppell šlechtici Michaelu Pentzovi na jeho žádost 7 liber vídeňských feniků za Hausbrunn na lenní majetek.

### 17. až 19. století
Za třicetileté války byl Hausbrunn zpustošen při tažení Švédů v roce 1645. Podle úmrtních protokolů farního úřadu Altlichtenwarth/Hausbrunn přišlo v letech 1645–1646 o život 309 osob. Nemocný čeledín z Vídně Georg Kalser zavlekl v roce 1713 do Hausbrunnu mor. Epidemie trvala 14 týdnů a vyžádala si 98 mrtvých.
Nejpozději v roce 1716 byl Hausbrunn uváděn zemskou vládou jako trhová obec v Dolních Rakousích.
V roce 1718 byla chatrná kaple nahrazena novým kostelem. Věž nového kostela spadla v roce 1724 při prudké bouři a musela se postavit nová. Za další dva roky byly vysvěceny oltáře: hlavní oltář svatého Víta, oltář Panny Marie na evangelijní straně a oltář Svatého Kříže na epištolní straně. Dne 20. června 1783 byl Hausbrunn císařským dvorním dekretem povýšen na farnost.
Oltářní obraz svatého Víta ve farním kostele namaloval v roce 1841 Leopold Kupelwieser (1796-1862), profesor malířství na c. a k. Akademii výtvarných umění ve Vídni.
Na základě císařského rozhodnutí ze dne 4. března 1849 byla trhová obec Hausbrunn prohlášena za samostatnou. Roku 1874 byl zřízen poštovní úřad se sídlem v Nádražní ulici. Roku 1885 byla postavena nová školní budova. V roce 1896 byl založen spolek dobrovolných hasičů.

### 20. století
Koncem první světové války v roce 1917 byly zvony z věže kostela zrekvírovány pro válečné účely: velký zvon z roku 1827, další „jedenáctihodinový“ z roku 1800 a 9. července také umíráček, odlitý roku 1815.
Dne 22. září 1927 byl do Hausbrunnu zaveden telefon a v následujícím roce začala elektrifikace obce.
V roce 1930 malíř Engelbert Daringer z Horních Rakous vymaloval stropy farního kostela freskovými malbami a roku 1935 akademický sochař Josef Furthner zhotovil postranní oltáře.
Během druhé světové války byl poslední bronzový zvon, odlitý v roce 1656, dne 27. února 1943 odevzdán pro zbrojní účely.
V roce 1992 byla v Hausbrunnu otevřena nová mateřská škola a roku 1997 lékařský dům v nádražní ulici.
Další dějiny obce jsou totožné s dějinami celého Rakouska.

## Obyvatelstvo

### Vývoj počtu obyvatel
V roce 1971 zde žilo 1252 obyvatel, 1981 1002, 1991 měl městys 929, 2001 869 a ke dni 1. dubnu 2009 měla obec 845 obyvatel, k 1. lednu 2020 865 obyvatel.

### Významní rodáci
- Gottfried von Preyer (15. března 1807, Hausbrunn – 9. května 1901, Vídeň) – rakouský hudební skladatel a dirigent.
- Hans Asperger (18. února 1906, Hausbrunn – 21. října 1980, Vídeň) – dětský lékař, který poprvé pojmenoval a popsal autismus jako Aspergerův-Syndrom
- Viktor Kraft (1912–1998) – rakouský architekt a spisovatel

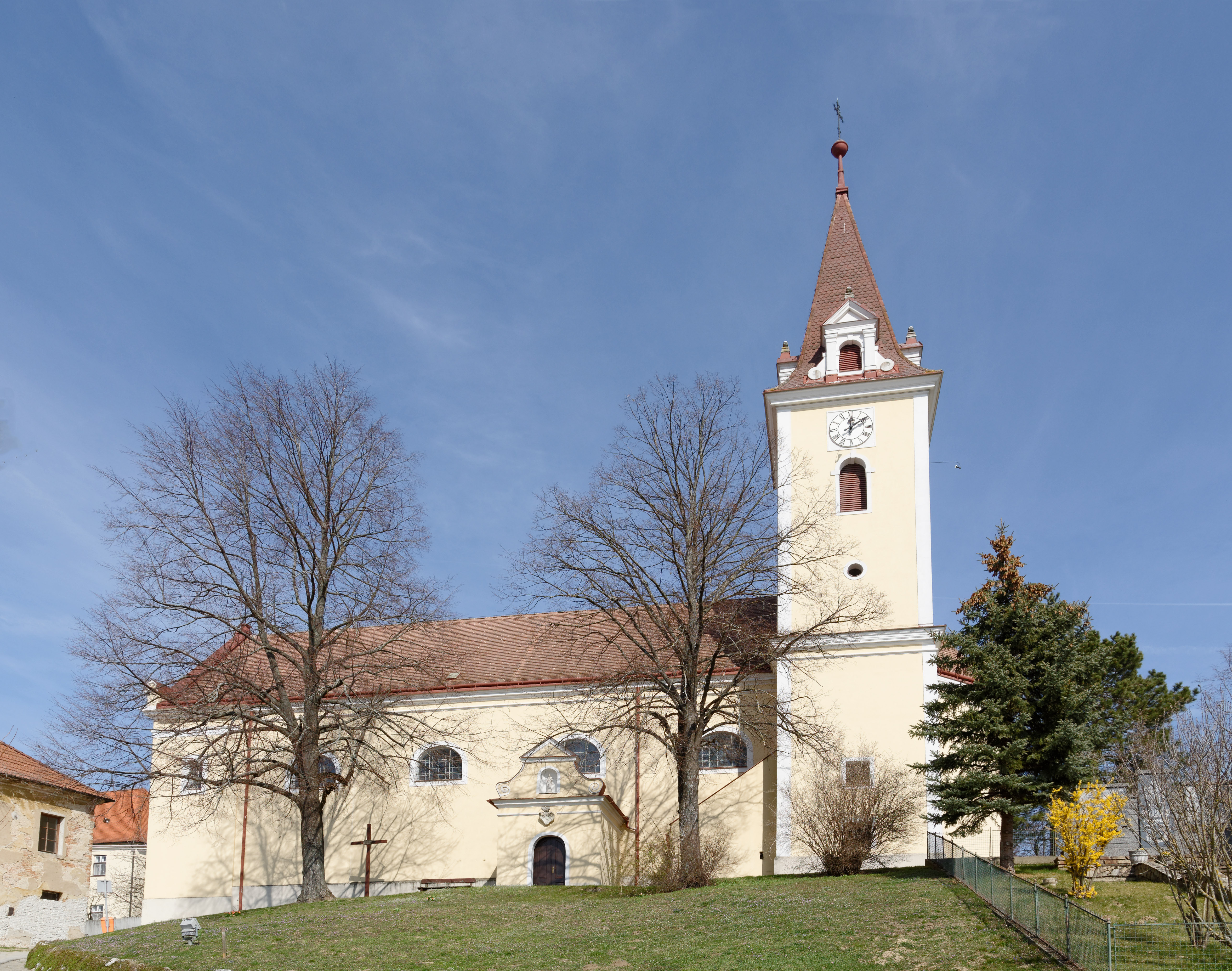
Kostel sv. Víta od severu

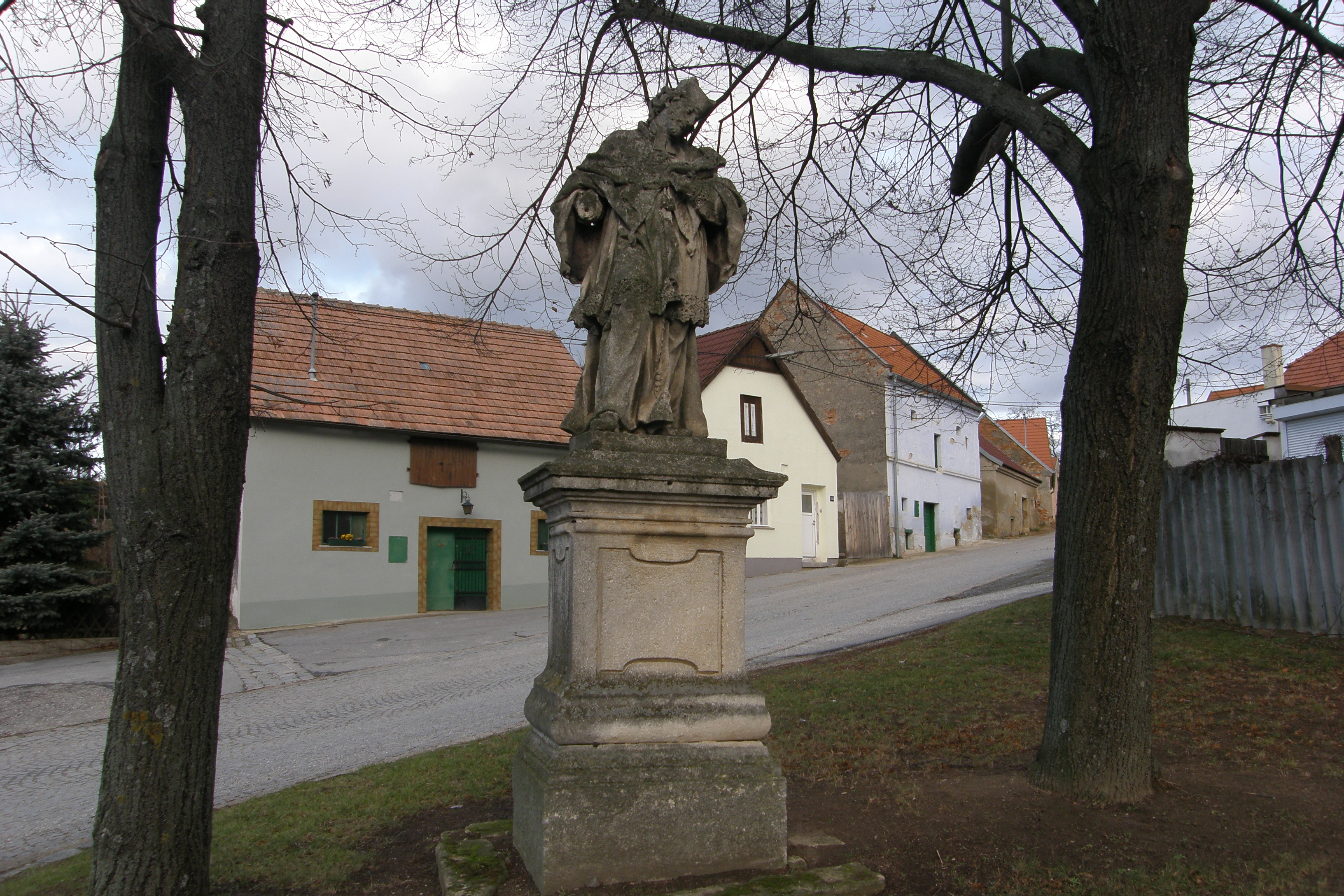
Socha sv. Jana Nepomuckého

## Politika
Starostou městyse byl v roce 2020 Johann Fürmann (SPÖ).

## Hospodářství a infrastruktura
Nezemědělských pracovišť bylo v roce 2001 18, zemědělských a lesnických pracovišť v roce 1999 bylo 55. Podle sčítání lidu z roku 2001 byl počet výdělečně činných obyvatel 342, tj. 39,93 %.

## Pamětihodnosti
- Kostel sv. Víta se hřbitovem
- Kamenná socha sv. Jana Nepomuckého
- Vinné sklípky